# Aarni
Aarni — финская авангардная дум-метал-группа, состоящая преимущественно из Маркуса «Мастера» Вариомаа и, иногда, нескольких сессионных музыкантов. Хотя многие источники утверждают о существовании других участников группы, это могут быть вымышленные персонажи (вероятно, придуманные самим Варйомаа) и включают в себя французского графа, родившегося в XVII веке (граф Сен-Жермен), мультяшного персонажа в футболке с логотипом Aarni (Думитролль) и старую Ведьму Миссис Палм.
Музыка Aarni имеет сходство с фьюнерал-дум-металом (например, в песне «Reaching Azathoth») и иногда с фолк-металом («The Weird of Vipunen»). Сами участники группы иногда используют термин Chthonic Musick (с англ. — «хтоническая музыка»). Тексты песен группы Aarni охватывают разнообразные темы, такие как финский фольклор, трансгуманизм, произведения Г. Ф. Лавкрафта, язычество, парапсихология, психоаналитические теории и мифология. Тексты песен исполняются на английском, финском, латыни, а также иногда на енохианском, древнеегипетском, уранийском варварском, шведском и глоссолалическом языках.

## История
Группа Aarni была основана в 1998 году в Финляндии Мастером Варйомаа (иногда известным как Махатма М. Варйомаа). Мастер Варйомаа также является активным участником дум-метал группы Umbra Nihil. В 2001 году группа выпустила демо, а в следующем году — сплит с Umbra Nihil. После второго демо в 2002 году, в 2004 году Aarni выпустили свой первый полноформатный альбом Bathos, получивший восторженные отзывы. Группа подписала контракт с Firedoom Music, дочерним лейблом Firebox Records, но сейчас они работают с Epidemie Records. Второй альбом Aarni под названием Tohcoth был выпущен в феврале 2008 года. В конце 2008 года Aarni также выпустили CD-R EP под названием Omnimantia. В апреле 2012 года Aarni выпустили сплит с Persistence in Mourning.

## Дискография
- Demo 2001 (2001)
- Aarni / Umbra Nihil Split (2002)
- Duumipeikon paluu (2002)
- Bathos (2004)
- Tohcoth (2008)
- Omnimantia (2008)
- Aarni / Persistence in Mourning Split (2012)
- Deliria - Odds and Ends and Beginnings 2000-2012 (2012)